# مركبة
الْمَرْكَبَة (بالإنجليزية: Vehicle)‏ هي الآلة التي تنقل الناس أو البضائع.
تشمل المركبات العربات، والدراجات، والمركبات ذات المحرك (الدراجات النارية والسيارات والشاحنات والحافلات)، والمركبات التي تسير على السكك الحديدية(القطار والترام)، المركبات المائية (السفن والقوارب)، والمركبات البرمائية (المركبة ذات الدفع اللولبي، والحوامات)، والمركبات الطائرة (الطائرات وطائرات الهليكوبتر والمنطاد)، والمركبات الفضائية.
صُنِفَت المركبات البرية على نطاق واسع حسب ما تستخدم لتطبيق قوى التوجيه والقيادة: المركبات ذات العجلات، والمركبات المتعقبة، والمركبات ذات السكك الحديدية، والزلاجات من
  3883-1977 ISO كذلك يستخدم دوليًا في التشريعات لأنواع مركبات الطرق ومصطلحاتها وتعريفاتها.

## التاريخ

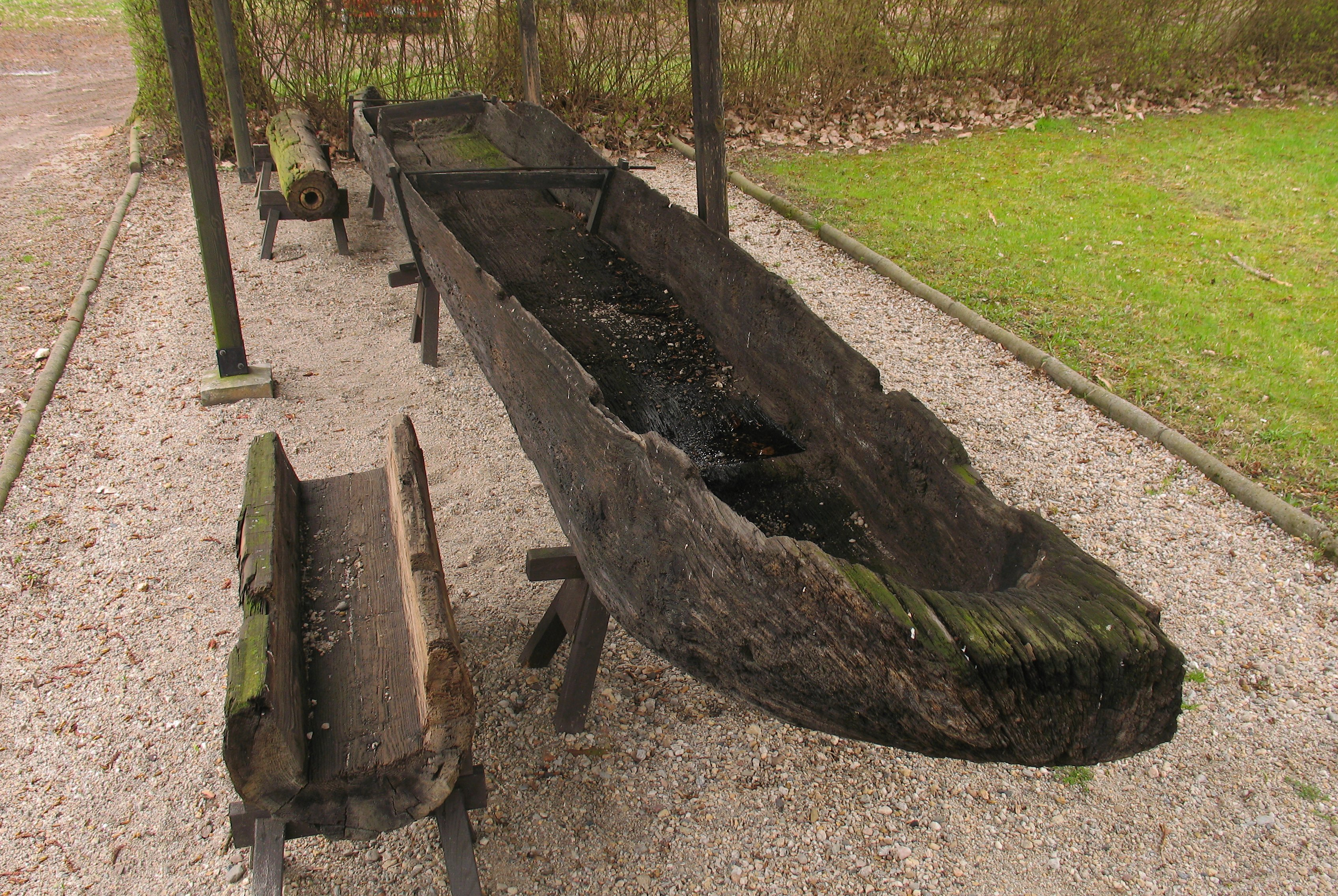
قارب مخبأ سلافي من القرن العاشر

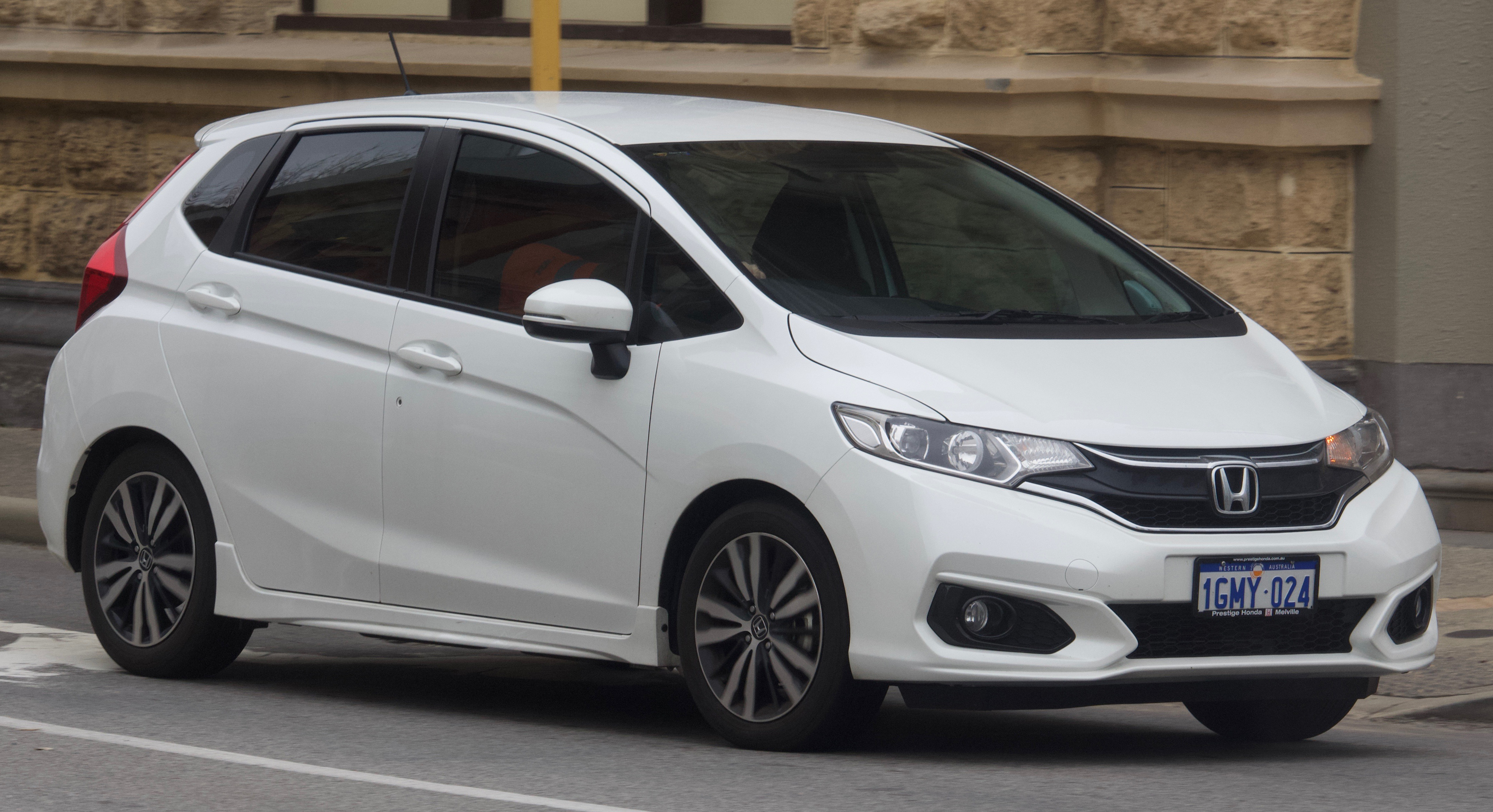
السيارات هي من بين المركبات التي تعمل بمحركات الأكثر استخدامًا

- أقدم القوارب التي تم العثور عليها من خلال التنقيب الأثري هي المراكب، حيث تم العثور على أقدم زورق، تم العثور على زورق بيس في مستنقع في هولندا، ويرجع تاريخه إلى 8040 - 7510 قبل الميلاد، مما يجعل عمره 9500-10000 سنة،[3][4][5][6]
- تم العثور على قارب بحري عمره 7000 عام مصنوع من القصب والقطران في الكويت.[7]
- تم استخدام القوارب بين 4000-3000 قبل الميلاد في سومر،[8] مصر القديمة [9] وفي المحيط الهندي.[8]
- هناك أدلة على عربات ذات عجلات تجرها الجمال حوالي 4000-3000 قبل الميلاد.[10]
- أقرب دليل على عربة، سابقة للسكك الحديدية، تم العثور عليه حتى الآن هو 6 إلى 8.5 كيلومتر (4 إلى 5 ميل) عربة ديولكوس الطويلة، والتي كانت تنقل القوارب عبر برزخ كورنث في اليونان منذ حوالي 600 قبل الميلاد.[11] ركضت المركبات ذات العجلات التي يجرها رجال وحيوانات في أخاديد في الحجر الجيري، مما وفر عنصر المسار، مما منع العربات من مغادرة المسار المقصود.[11]
- في عام 200 م، قام ما جون ببناء عربة تشير إلى الجنوب، وهي مركبة ذات شكل مبكر من نظام التوجيه.[12]
- بدأت السكك الحديدية في الظهور في أوروبا بعد العصور المظلمة. أقدم سجل معروف لسكة حديدية في أوروبا من هذه الفترة هو نافذة زجاجية ملونة في مبنى وزير فرايبورغ إم بريسغاو يرجع تاريخها إلى حوالي عام 1350.[13]
- في عام 1515، كتب الكاردينال ماتيوس لانغ وصفًا لقطار الرسم، وهو سكة حديدية معلقة في قلعة هوهنسلزبرج في النمسا. استخدم الخط في الأصل قضبان خشبية وحبل نقل من القنب وكان يتم تشغيله بواسطة قوة بشرية أو حيوانية، من خلال عجلة المشي.[14][15]
- 1769 - غالبًا ما يُنسب إلى نيكولاس جوزيف كوجنوت الفضل في بناء أول مركبة أو سيارة ميكانيكية ذاتية الدفع في عام 1769.[16]
- في روسيا، في ثمانينيات القرن الثامن عشر، طور إيفان كوليبين عربة ذات ثلاث عجلات بدواسات بشرية بميزات حديثة مثل دولاب الموازنة، والفرامل، وعلبة التروس والمحامل؛ ومع ذلك، لم يتم تطويره بشكل أكبر.[17]
- 1783 الإخوة مونتجولفييه أول مركبة بالون
- 1801 قام ريتشارد تريفيثيك ببناء وعرض قاطرة طريق Puffing Devil، والتي يعتقد الكثيرون أنها كانت أول عرض لمركبة طريق تعمل بالبخار، على الرغم من أنها لم تستطع الحفاظ على ضغط بخار كافٍ لفترات طويلة ولم تكن ذات فائدة عملية.
- 1817 كانت دراجات الدفع، أو دريسينز أو خيول هواية هي أول وسيلة نقل بشرية تستفيد من مبدأ العجلتين، الدرايسيني (أو لاوفماشين، «آلة الجري») ، التي اخترعها البارون الألماني كارل فون درايس، تعتبر بمثابة رائد الدراجة الحديثة (والدراجة النارية). تم تقديمه بواسطة درايس للجمهور في مانهايم في صيف 1817.[18]
- 1885 - بنى كارل بنز (وحصل على براءة اختراع لاحقًا) أول سيارة، مدعومة بمحرك بنزين رباعي الأشواط خاص به في مانهايم، ألمانيا
- 1885 بدأ أوتو ليلينثال الطيران التجريبي وحقق أول رحلة طيران مستدامة ومضبوطة وقابلة للتكرار.
- 1903 طار الأخوان رايت بأول طائرة تعمل بالطاقة
- 1907 أول مروحيتين جيروبلين رقم 1 (مقيدة) وطائرة هليكوبتر كورنو (طيران حر) [19]
- 1928 أوبل رأس الخيمة .1 سيارة صاروخية
- 1929 أوبل رأس الخيمة 1 صاروخ شراعي
- عام 1961، حملت مركبة فوستوك أول إنسان، يوري غاغارين، إلى الفضاء
- 1969 برنامج أبولو هبطت أول مركبة مأهولة على سطح القمر
- 2010 تجاوز عدد المركبات الآلية العاملة على الطرق في جميع أنحاء العالم حاجز المليار أي بمعدل واحد لكل سبعة أشخاص.[20]

## أنواع المركبات

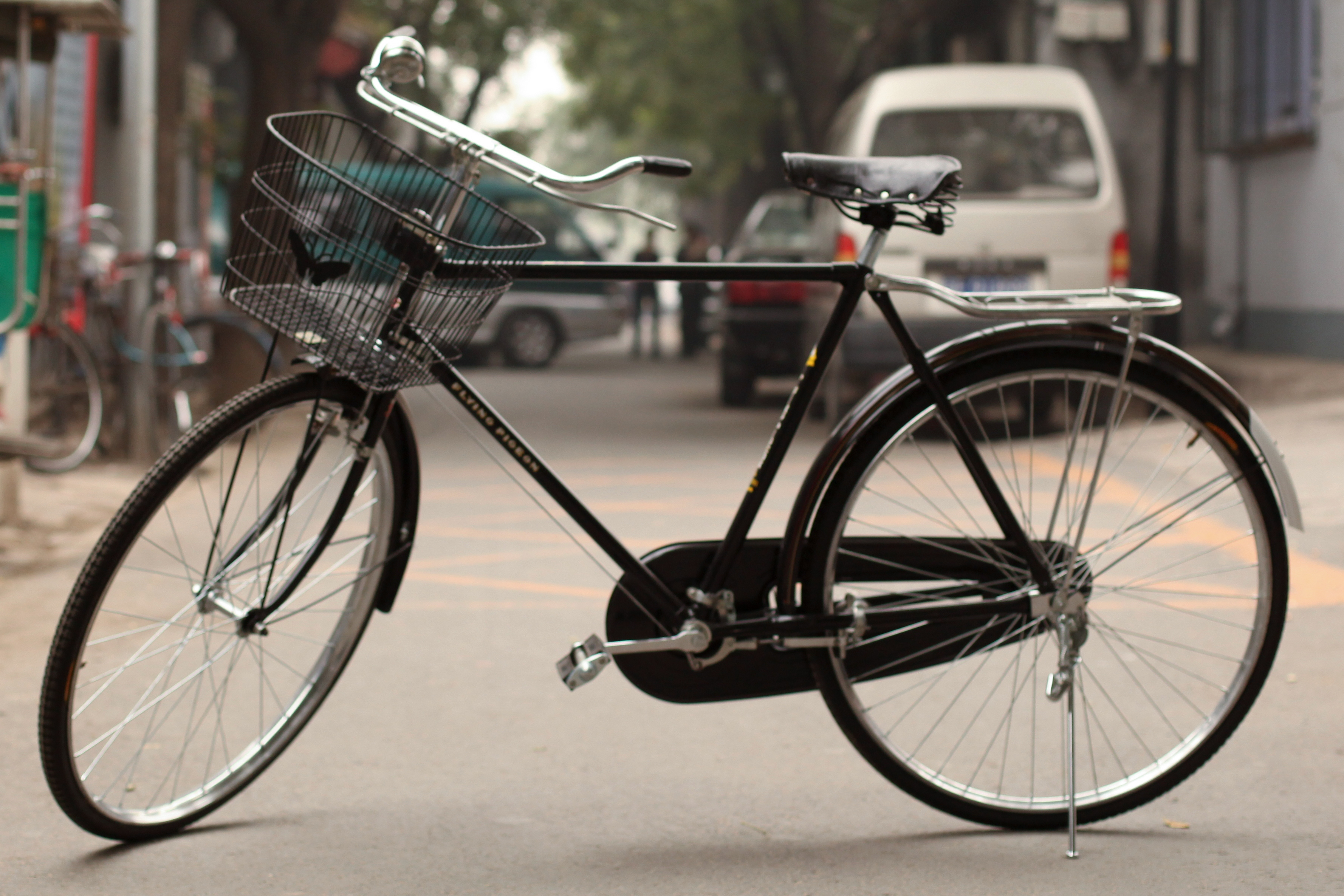
النموذج الأكثر شيوعًا للمركبة في العالم ، دراجة حمام طائر. (2011)

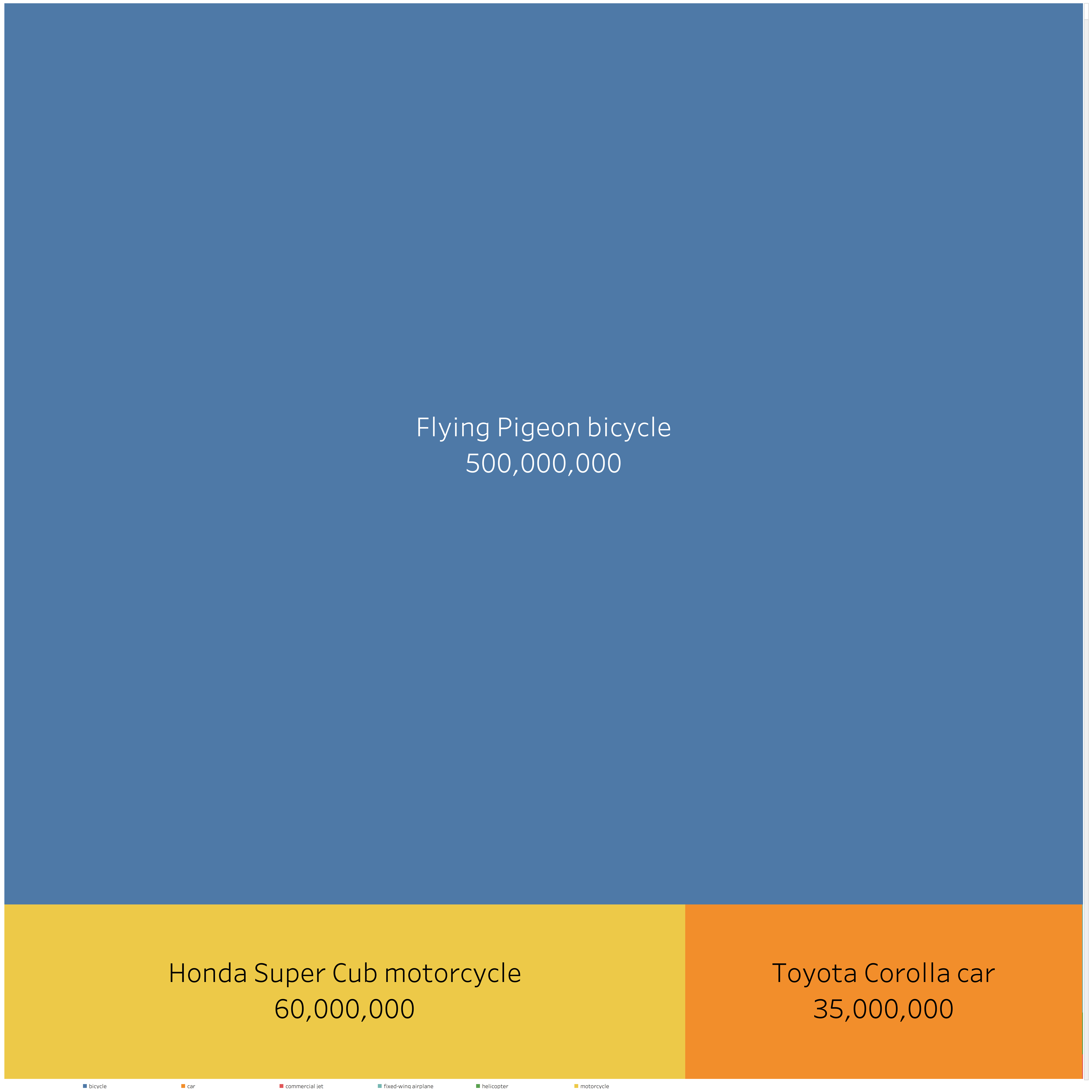
مخطط تري ماب لأكثر المركبات شيوعًا على الإطلاق، مع إظهار العدد الإجمالي حسب الحجم، والنوع / الطراز الذي تم تمييزه وتمييزه حسب اللون. يمكن رؤية الطائرات ذات الأجنحة الثابتة والمروحيات والطائرات التجارية في الزاوية اليمنى السفلية عند التكبير الأقصى.

هناك أكثر من مليار دراجة مستخدمة في جميع أنحاء العالم. في عام 2002 ، كان هناك ما يقدر بـ 590 مليون سيارة و 205 مليون دراجة نارية في الخدمة في العالم. تم تصنيع ما لا يقل عن 500 مليون دراجة هوائية من طراز حمام طائر الصيني، أكثر من أي طراز آخر من المركبات. أكثر طرازات السيارات إنتاجًا هو دراجة هوندا سوبر كوب النارية، حيث تجاوزت 60 مليون وحدة في عام 2008. أكثر طرازات السيارات إنتاجًا هي تويوتا كورولا، حيث تم تصنيع 35 مليون  أكثر الطائرات الثابتة الجناحين شيوعًا هي سيسنا 172، حيث تم تصنيع حوالي 44000 منها اعتبارًا من عام 2017. الطائرة السوفيتية ميل مي-8، التي يبلغ سعرها 17000، هي أكثر طائرات الهليكوبتر إنتاجًا. أكبر طائرة ركاب تجارية هي بوينج 737، بحوالي 10000 في عام 2018. عند حوالي 14000 لكل منهما، فإن أكثر عربات الترام إنتاجًا هي KTM-5 و تاترا T3. أكثر عربات الترولي شيوعًا هي ZiU-9 .

## الحركة
يتكون التحرك من وسيلة تسمح بالإزاحة مع القليل من المعارضة، ومصدر طاقة لتوفير الطاقة الحركية المطلوبة ووسيلة للتحكم في الحركة، مثل نظام الفرامل والتوجيه. إلى حد بعيد، تستخدم معظم المركبات عجلات تستخدم مبدأ التدحرج لتمكين الإزاحة مع القليل جدًا من الاحتكاك المتداول.

### مصدر طاقة

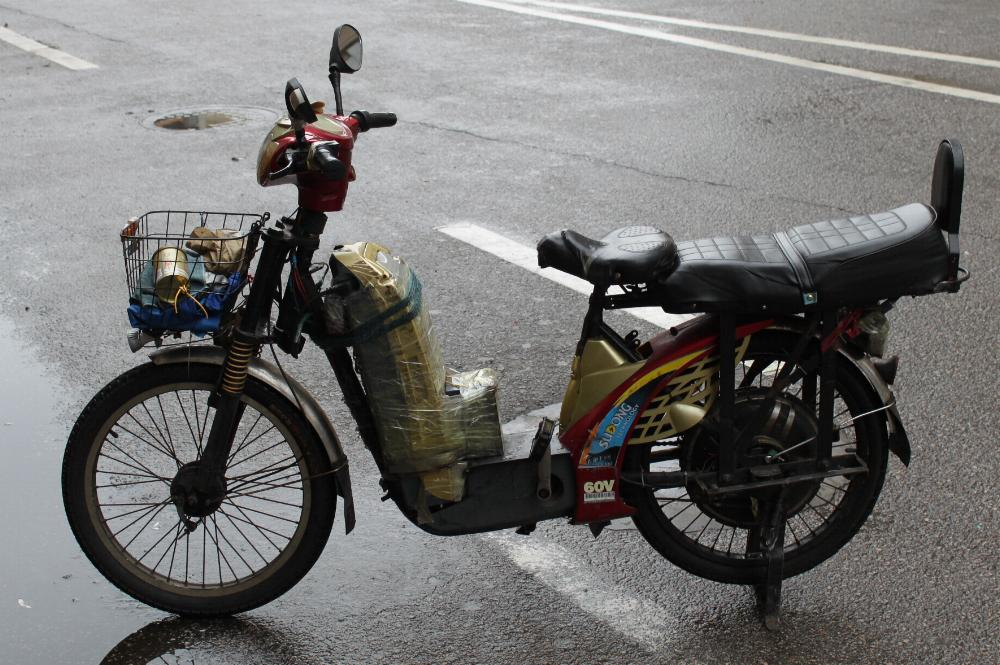
دراجة كهربائية في الصين (2011)

من الضروري أن يكون للسيارة مصدر للطاقة لقيادتها. يمكن استخراج الطاقة من مصادر خارجية، كما في حالة المراكب الشراعية، أو السيارة التي تعمل بالطاقة الشمسية، أو الترام الكهربائي الذي يستخدم الخطوط الهوائية. يمكن أيضًا تخزين الطاقة، بشرط إمكانية تحويلها عند الطلب وأن تكون كثافة طاقة وسيط التخزين وكثافة الطاقة كافية لتلبية احتياجات السيارة.
القوة البشرية هي مصدر بسيط للطاقة لا يتطلب أكثر من البشر. على الرغم من حقيقة أن البشر لا يمكن أن يتجاوزوا 500 واط (0.67 حصان) لفترات زمنية ذات مغزى، سجل سرعة الأرض للمركبات التي تعمل بالطاقة البشرية (غير المسيرة) هو 133 كيلومتر في الساعة (83 ميل/س) ، اعتبارًا من عام 2009 على دراجة راقد.
أكثر أنواع مصادر الطاقة شيوعًا هو الوقود. يمكن لمحركات الاحتراق الخارجية استخدام أي شيء يحترق كوقود تقريبًا، في حين أن محركات الاحتراق الداخلي ومحركات الصواريخ مصممة لحرق وقود معين، عادةً ما يكون البنزين أو الديزل أو الإيثانول.
هناك وسيلة شائعة أخرى لتخزين الطاقة وهي البطاريات، التي تتمتع بمزايا كونها سريعة الاستجابة، ومفيدة في مجموعة واسعة من مستويات الطاقة، وصديقة للبيئة، وفعالة، وسهلة التركيب، وسهلة الصيانة. تسهل البطاريات أيضًا استخدام المحركات الكهربائية، والتي لها مزاياها الخاصة. من ناحية أخرى، تتميز البطاريات بكثافات طاقة منخفضة وعمر خدمة قصير وأداء ضعيف في درجات الحرارة القصوى وأوقات شحن طويلة وصعوبات في التخلص (على الرغم من أنه يمكن إعادة تدويرها عادة). مثل الوقود، تخزن البطاريات الطاقة الكيميائية ويمكن أن تسبب حروقًا وتسممًا في حالة وقوع حادث. تفقد البطاريات أيضًا فعاليتها بمرور الوقت. يمكن حل مشكلة وقت الشحن عن طريق تبديل البطاريات الفارغة بالبطاريات المشحونة؛ ومع ذلك، فإن هذا يؤدي إلى تكاليف أجهزة إضافية وقد يكون غير عملي للبطاريات الأكبر حجمًا. علاوة على ذلك، يجب أن تكون هناك بطاريات قياسية لتبديل البطاريات للعمل في محطة وقود. تشبه خلايا الوقود البطاريات من حيث أنها تتحول من مادة كيميائية إلى طاقة كهربائية، لكن لها مزاياها وعيوبها.
تعد القضبان المكهربة والكابلات العلوية مصدرًا شائعًا للطاقة الكهربائية في قطارات الأنفاق والسكك الحديدية والترام وحافلات الترولي. الطاقة الشمسية هي تطور أكثر حداثة، وقد تم بناء واختبار العديد من المركبات الشمسية بنجاح، بما في ذلك هيليوس ، وهي طائرة تعمل بالطاقة الشمسية.
الطاقة النووية هي شكل أكثر حصرية من تخزين الطاقة، وهي تقتصر حاليًا على السفن الكبيرة والغواصات، ومعظمها عسكرية. يمكن إطلاق الطاقة النووية بواسطة مفاعل نووي أو بطارية نووية أو تفجير قنابل نووية بشكل متكرر. كانت هناك تجربتان مع الطائرات التي تعمل بالطاقة النووية، توبوليف توبوليف-119 وكونفير إكس-6.
الإجهاد الميكانيكي هو طريقة أخرى لتخزين الطاقة، حيث يتشوه الشريط المرن أو الزنبرك المعدني ويطلق الطاقة حيث يُسمح له بالعودة إلى حالته الأساسية. تعاني الأنظمة التي تستخدم مواد مرنة من التخلف، والينابيع المعدنية كثيفة جدًا بحيث لا تكون مفيدة في كثير من الحالات. 
تخزن الحذافات الطاقة في كتلة دوارة. نظرًا لأن الدوار الخفيف والسريع مفضل بقوة، يمكن أن تشكل الحذافات خطرًا كبيرًا على السلامة. علاوة على ذلك، تقوم الحذافات بتسريب الطاقة بسرعة إلى حد ما وتؤثر على توجيه السيارة من خلال التأثير الجيروسكوبي . لقد تم استخدامها تجريبيا في الجيروسكوبات .
تستخدم المراكب الشراعية واليخوت البرية طاقة الرياح كمصدر أساسي للطاقة. إنها رخيصة جدًا وسهلة الاستخدام إلى حد ما، وتتمثل المشكلات الرئيسية في الاعتماد على الطقس وأداء الرياح. تعتمد البالونات أيضًا على الريح للتحرك أفقيًا. قد تحصل الطائرات التي تحلق في التيار النفاث على دفعة من الرياح المرتفعة.
يعد الغاز المضغوط حاليًا طريقة تجريبية لتخزين الطاقة. في هذه الحالة، يتم تخزين الغاز المضغوط ببساطة في خزان ويتم إطلاقه عند الضرورة. مثل الأشرطة المطاطية، لديهم خسائر تخلفية عندما يسخن الغاز أثناء الانضغاط.
الطاقة الكامنة الجاذبية هي شكل من أشكال الطاقة المستخدمة في الطائرات الشراعية، التزلج، زلاجة جماعية وغيرها من المركبات العديدة التي تذهب إلى أسفل التل. الكبح التجديدي هو مثال على التقاط الطاقة الحركية حيث يتم زيادة فرامل السيارة بمولد أو أي وسيلة أخرى لاستخراج الطاقة.

### المحركات والمحركات
عند الحاجة، يتم أخذ الطاقة من المصدر واستهلاكها بواسطة محرك أو محرك واحد أو أكثر. في بعض الأحيان يكون هناك وسيط وسيط، مثل بطاريات غواصة ديزل.
تحتوي معظم السيارات على محركات احتراق داخلي . فهي رخيصة الثمن إلى حد ما وسهلة الصيانة وموثوقة وآمنة وصغيرة. نظرًا لأن هذه المحركات تحرق الوقود، فلديها نطاقات طويلة ولكنها تلوث البيئة. المحرك ذو الصلة هو محرك الاحتراق الخارجي . مثال على ذلك هو المحرك البخاري. بصرف النظر عن الوقود، تحتاج المحركات البخارية أيضًا إلى الماء، مما يجعلها غير عملية لبعض الأغراض. تحتاج المحركات البخارية أيضًا إلى وقت للإحماء، في حين أن محركات IC عادةً ما تعمل مباشرة بعد بدء التشغيل، على الرغم من أنه قد لا يوصى بذلك في الظروف الباردة. تقوم المحركات البخارية التي تحرق الفحم بإطلاق الكبريت في الهواء، مما يتسبب في هطول أمطار حمضية ضارة.

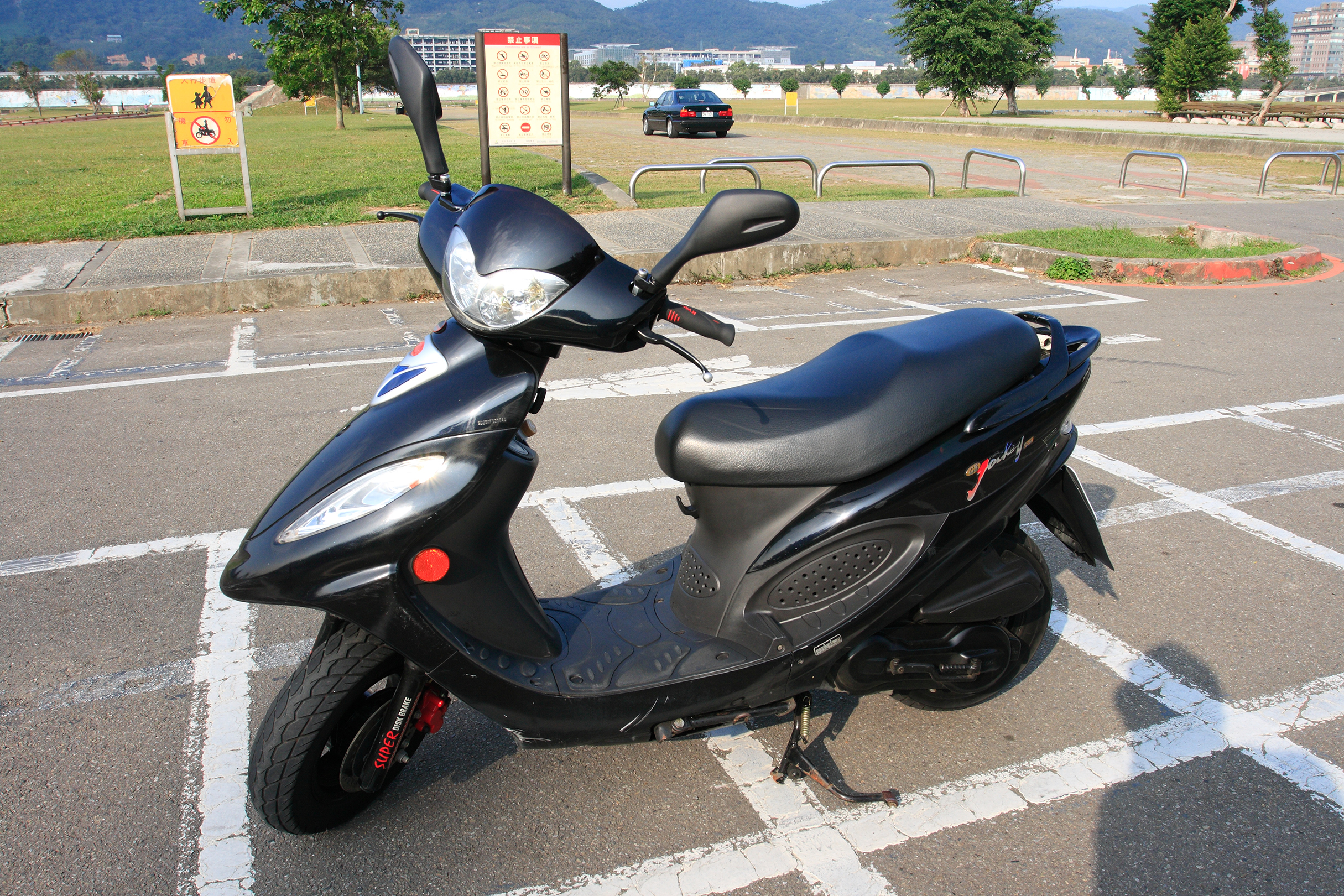
سكوتر حديث في تايوان.

في حين أن محركات الاحتراق الداخلي المتقطع كانت في يوم من الأيام الوسيلة الأساسية لدفع الطائرات، فقد حلت محلها إلى حد كبير محركات الاحتراق الداخلي المستمرة: توربينات الغاز. تتميز المحركات التوربينية بأنها خفيفة الوزن وفعالة خاصة عند استخدامها على متن الطائرات.  من ناحية أخرى، فهي تكلف أكثر وتتطلب صيانة دقيقة. يمكن أن تتلف أيضًا عن طريق تناول أجسام غريبة، وتنتج عادمًا ساخنًا. تسمى القطارات التي تستخدم التوربينات القاطرات التوربينية الغازية والكهربائية . أمثلة على المركبات السطحية التي تستخدم التوربينات هي إم1 أبرامز وMTT Turbine SUPERBIKE و سفينة ميلينيوم. تشبه المحركات النفاثة النفاثة المحركات النفاثة النفاثة من نواح كثيرة، ولكنها لا تحتوي على أجزاء متحركة تقريبًا. لهذا السبب، كانت جذابة جدًا لمصممي السيارات في الماضي؛ لكن الضوضاء والحرارة وعدم الكفاءة أدت إلى هجرهم. من الأمثلة التاريخية على استخدام النفاثة النفاثة القنبلة الطائرة V-1. لا تزال النفاثات النبضية تُستخدم أحيانًا في تجارب الهواة. مع ظهور التكنولوجيا الحديثة، أصبح محرك التفجير النبضي عمليًا وتم اختباره بنجاح على روتان فاريزي. في حين أن محرك التفجير النبضي أكثر كفاءة من النفاثة النفاثة وحتى المحركات التوربينية، إلا أنه لا يزال يعاني من مستويات عالية من الضوضاء والاهتزاز. تحتوي رامجيتس أيضًا على عدد قليل من الأجزاء المتحركة، لكنها تعمل فقط بسرعة عالية، بحيث يقتصر استخدامها على طائرات الهليكوبتر النفاثة والطائرات عالية السرعة مثل لوكهيد إس آر-71 بلاك بيرد.
تستخدم محركات الصواريخ بشكل أساسي في الصواريخ، والزلاجات الصاروخية والطائرات التجريبية. محركات الصواريخ قوية للغاية. كانت أثقل مركبة غادرت الأرض على الإطلاق، صاروخ ساتورن 5، تعمل بخمسة محركات صاروخية من طراز F-1 تولد مجتمعة 180 مليون حصان  (134.2 جيجاوات). لا تحتاج محركات الصواريخ أيضًا إلى «دفع» أي شيء، وهي حقيقة أنكرتها صحيفة نيويورك تايمز بالخطأ . يمكن أن تكون المحركات الصاروخية بسيطة بشكل خاص، وأحيانًا لا تتكون من أكثر من محفز، كما في حالة صاروخ بيروكسيد الهيدروجين. هذا يجعلها خيارًا جذابًا للمركبات مثل الطائرات النفاثة. على الرغم من بساطتها، غالبًا ما تكون محركات الصواريخ خطرة وعرضة للانفجارات. قد يكون الوقود الذي تنفد منه قابلاً للاشتعال أو سامًا أو أكالًا أو مبردًا. كما أنهم يعانون من ضعف الكفاءة. لهذه الأسباب، لا تستخدم محركات الصواريخ إلا عند الضرورة القصوى. 
تُستخدم المحركات الكهربائية في المركبات الكهربائية مثل الدراجات الكهربائية والدراجات البخارية الكهربائية والقوارب الصغيرة ومترو الأنفاق والقطارات وحافلات الترولي والترام والطائرات التجريبية . يمكن أن تكون المحركات الكهربائية فعالة للغاية: أكثر من 90٪ كفاءة شائعة. يمكن أيضًا بناء المحركات الكهربائية لتكون قوية وموثوقة ومنخفضة الصيانة وبأي حجم. يمكن للمحركات الكهربائية أن توفر نطاقًا من السرعات وعزم الدوران دون الحاجة إلى استخدام علبة تروس (على الرغم من أنه قد يكون استخدام علبة تروس أكثر اقتصادا). المحركات الكهربائية محدودة في استخدامها بشكل رئيسي بسبب صعوبة توفير الكهرباء. 
تم استخدام محركات الغاز المضغوط في بعض المركبات بشكل تجريبي. فهي بسيطة وفعالة وآمنة ورخيصة وموثوقة وتعمل في مجموعة متنوعة من الظروف. إحدى الصعوبات التي واجهتها عند استخدام محركات الغاز هي تأثير التبريد لتوسيع الغاز. هذه المحركات محدودة بمدى سرعة امتصاصها للحرارة من محيطها. ومع ذلك، يمكن أن يتضاعف تأثير التبريد مثل تكييف الهواء. تفقد محركات الغاز المضغوط أيضًا فعاليتها مع انخفاض ضغط الغاز. 
تستخدم المحركات الأيونية في بعض الأقمار الصناعية والمركبات الفضائية. فهي فعالة فقط في الفراغ، مما يحد من استخدامها للمركبات الفضائية. تعمل محركات الدفع الأيونية بشكل أساسي من الكهرباء، ولكنها تحتاج أيضًا إلى دافع مثل السيزيوم أو الزينون مؤخرًا. يمكن أن تحقق محركات الدفع الأيونية سرعات عالية للغاية وتستخدم القليل من الوقود.

### تحويل الطاقة إلى عمل
يجب تحويل الطاقة الميكانيكية التي تنتجها المحركات والمحركات للعمل بواسطة عجلات، أو مراوح، أو فوهات، أو أي وسيلة مماثلة. بصرف النظر عن تحويل الطاقة الميكانيكية إلى حركة، تسمح العجلات للمركبة بالتدحرج على طول السطح، وباستثناء المركبات ذات القضبان، يتم توجيهها. تعتبر العجلات من التقنيات القديمة، حيث تم اكتشاف عينات منذ أكثر من 5000 عام. تُستخدم العجلات في عدد كبير من المركبات، بما في ذلك المركبات ذات المحركات وناقلات الجند المدرعة والمركبات البرمائية والطائرات والقطارات وألواح التزلج وعربات اليد.
تستخدم الفوهات بالاقتران مع جميع محركات التفاعل تقريبًا. تشمل المركبات التي تستخدم الفوهات الطائرات النفاثة والصواريخ والمراكب المائية الشخصية . بينما تتخذ معظم الفتحات شكل مخروط أو جرس،  تم إنشاء بعض التصميمات غير التقليدية مثل الدراجة الهوائية. بعض الفوهات غير ملموسة، مثل فوهة المجال الكهرومغناطيسي للدفعة الأيونية الموجهة.
يُستخدم المسار المستمر أحيانًا بدلاً من العجلات لتشغيل المركبات البرية. يتميز المسار المستمر بمزايا منطقة التلامس الأكبر، والإصلاحات السهلة في حالة التلف الصغير، والقدرة العالية على المناورة. ومن الأمثلة على المركبات التي تستخدم المسار المستمر الدبابات وعربات الثلوج والحفارات. مساران متصلان يستخدمان معًا يسمحان بالتوجيه. يتم دفع أكبر مركبة في العالم، ياغر 288 ، بواسطة مسارات مستمرة.
تستخدم المراوح (بالإضافة إلى البراغي والمراوح والدوارات) للتنقل عبر السائل. تم استخدام المراوح كلعب منذ العصور القديمة، ولكن ليوناردو دافنشي هو من ابتكر ما كان من أقدم المركبات التي تعمل بالمروحة، وهو «اللولب الجوي». في عام 1661 ، تبنى هايز المسمار لاستخدامه كمروحة للسفينة. منذ ذلك الحين، تم اختبار المروحة على العديد من المركبات الأرضية، بما في ذلك قطار شيشنسليين والعديد من السيارات. في العصر الحديث ، تكون المراوح أكثر انتشارًا على المراكب المائية والطائرات ، وكذلك بعض المركبات البرمائية مثل الحوامات والمركبات ذات التأثير الأرضي. حدسيًا ، لا يمكن للمراوح العمل في الفضاء نظرًا لعدم وجود سائل عامل، ولكن بعض المصادر اقترحت أنه نظرًا لأن الفضاء لا يكون فارغًا أبدًا، يمكن جعل المروحة تعمل في الفضاء.
على غرار المركبات المروحية، تستخدم بعض المركبات أجنحة للدفع. يتم دفع المراكب الشراعية والطائرات الشراعية بواسطة المكون الأمامي للرفع الناتج عن الأشرعة / الأجنحة. تنتج طائرة خفاقة أيضًا الدفع الديناميكي الهوائي. طائرة خفاقة ذات الحواف الأمامية الدائرية الكبيرة تنتج الرفع بواسطة قوى الشفط الرائدة.
تُستخدم عجلات المجذاف في بعض المركبات المائية القديمة وإعادة بنائها. عُرفت هذه السفن باسم السفن البخارية. نظرًا لأن عجلات المجذاف تدفع ببساطة عكس الماء، فإن تصميمها وبنائها بسيط للغاية. أقدم سفينة من هذا القبيل في الخدمة المجدولة هي سكيبلادندر. تستخدم العديد من قوارب البدالات أيضًا عجلات مجداف للدفع.
المركبات المسمار أر بي جي ومدفوعا اوجير تشبه اسطوانات مزودة الشفاه حلزونية. نظرًا لأنها يمكن أن تنتج قوة دفع على كل من الأرض والمياه، فهي تستخدم بشكل شائع في المركبات الصالحة لجميع التضاريس. كانت زيل-2906 مركبة لولبية من تصميم سوفياتي مصممة لاستعادة رواد الفضاء من البرية في سيبيريا.

### احتكاك
عادة ما يتم تبديد كل أو تقريبا كل الطاقة المفيدة التي ينتجها المحرك كاحتكاك ؛ لذا فإن تقليل خسائر الاحتكاك أمر مهم جدًا في العديد من المركبات. المصادر الرئيسية للاحتكاك هي الاحتكاك المتداول وسحب السوائل (سحب الهواء أو سحب الماء).
تتميز العجلات باحتكاك محمل منخفض والإطارات الهوائية تعطي احتكاكًا منخفضًا للدوران. العجلات الفولاذية على المسارات الفولاذية منخفضة.
يمكن تقليل مقاومة الهواء الديناميكي من خلال ميزات التصميم المبسطة.
يعد الاحتكاك أمرًا مرغوبًا ومهمًا في توفير الجر لتسهيل الحركة على الأرض. تعتمد معظم المركبات البرية على الاحتكاك لتسريع وتباطؤ وتغيير الاتجاه. يمكن أن تؤدي التخفيضات المفاجئة في الجر إلى فقدان السيطرة والحوادث.

## مراقبة

### توجيه
تحتوي معظم المركبات، باستثناء المركبات ذات القضبان، على آلية توجيه واحدة على الأقل. يتم توجيه المركبات ذات العجلات بزاوية عجلاتها  أو الخلفية  تتميز بي-52 ستراتوفورتريس بترتيب خاص يمكن من خلاله إمالة جميع العجلات الأربع الرئيسية. يمكن أيضًا استخدام الزلاجات للتوجيه من خلال زاويتها ، كما هو الحال في عربة الجليد. السفن والقوارب والغواصات والممرات والطائرات عادة ما يكون لها دفة للتوجيه. على متن طائرة، الجنيحات تستخدم ل المصرفية الطائرة للسيطرة الاتجاه، ساعدت في بعض الأحيان الدفة.

### الفرامل
مع عدم وجود طاقة مطبقة ، تتوقف معظم المركبات بسبب الاحتكاك. ولكن غالبًا ما يكون مطلوبًا إيقاف السيارة بشكل أسرع من الاحتكاك وحده: لذلك فإن جميع المركبات تقريبًا مزودة بنظام فرملة. عادةً ما يتم تجهيز المركبات ذات العجلات بمكابح احتكاك ، والتي تستخدم الاحتكاك بين وسادات الفرامل (الساكنة) ودوارات الفرامل لإبطاء السيارة. تمتلك العديد من الطائرات إصدارات عالية الأداء من نفس النظام في معدات الهبوط الخاصة بها لاستخدامها على الأرض. فرامل بوينج 757، على سبيل المثال، بها 3 ساكنات و 4 دوارات. يستخدم مكوك الفضاء أيضًا الفرامل الاحتكاكية على عجلاته. بالإضافة إلى الفرامل الاحتكاكية، يمكن للسيارات الهجينة / الكهربائية وحافلات الترولي والدراجات الكهربائية أيضًا استخدام الفرامل المتجددة لإعادة تدوير بعض الطاقة الكامنة للسيارة. تستخدم القطارات عالية السرعة أحيانًا مكابح تيار إيدي عديمة الاحتكاك ؛ لكن التطبيق الواسع للتكنولوجيا كان محدودًا بسبب ارتفاع درجة الحرارة وقضايا التداخل.
بصرف النظر عن فرامل معدات الهبوط ، فإن معظم الطائرات الكبيرة لديها طرق أخرى للتباطؤ. في الطائرات، تعتبر المكابح الهوائية أسطح ديناميكية هوائية تخلق احتكاكًا ، حيث يتسبب تدفق الهواء في إبطاء السيارة. عادة ما يتم تنفيذها على شكل اللوحات التي تعارض تدفق الهواء عند تمديدها وتكون متدفقة مع الطائرة عند التراجع. يستخدم الدفع العكسي أيضًا في العديد من محركات الطائرات. تحقق الطائرات المروحية دفعًا عكسيًا عن طريق عكس اتجاه المراوح، بينما تقوم الطائرات النفاثة بذلك عن طريق إعادة توجيه عادم محركها إلى الأمام. على حاملات الطائرات، يتم استخدام التروس لإيقاف الطائرات. قد يطبق الطيارون دواسة الوقود الكاملة للأمام عند الهبوط ، في حالة عدم اصطدام أداة الإيقاف والحاجة إلى الدوران.
تستخدم المظلات لإبطاء حركة المركبات بسرعة كبيرة. تم استخدام المظلات في المركبات البرية والجوية والفضائية مثل يوروفايتر تايفون ومركبة القيادة ووحدة الخدمة. بعض طائرات الركاب السوفيتية الأقدم بها مظلات فرملة للهبوط الاضطراري. تستخدم القوارب أجهزة مماثلة تسمى المراسي البحرية للحفاظ على الاستقرار في البحار الهائجة.
لزيادة معدل التباطؤ أو في حالة فشل الفرامل، يمكن استخدام العديد من الآليات لإيقاف السيارة. عادةً ما تحتوي السيارات والمركبات الدارجة على فرامل يدوية، على الرغم من تصميمها لتأمين مركبة متوقفة بالفعل، إلا أنها يمكن أن توفر فرملة محدودة في حالة فشل الفرامل الأساسية. أحيانًا يتم استخدام إجراء ثانوي يسمى الانزلاق الأمامي لإبطاء الطائرات عن طريق الطيران بزاوية، مما يتسبب في مزيد من السحب.

## تشريع
يتم تحديد فئات السيارات والمقطورات وفقًا للتصنيف الدولي التالي:
- الفئة م: مركبات الركاب.
- الفئة ن: مركبات ذات محرك لنقل البضائع.
- الفئة أو: مقطورات وأنصاف مقطورات.

### الإتحاد الأوربي
في الاتحاد الأوروبي، يتم تحديد تصنيفات أنواع المركبات من خلال:
- توجيه المفوضية 2001/116 / EC الصادر في 20 ديسمبر 2001، التكيف مع التقدم التقني توجيه المجلس 70/156 / EEC بشأن تقريب قوانين الدول الأعضاء المتعلقة بالموافقة على نوع المركبات ذات المحركات ومقطوراتها [80][81]
- التوجيه 2002/24 / EC للبرلمان الأوروبي والمجلس الأوروبي في 18 آذار / مارس 2002 المتعلق بالموافقة على نوع المركبات ذات العجلتين أو الثلاث عجلات وإلغاء توجيه المجلس 92/61 / EEC

الجماعة الأوروبية ، على أساس نظام WVTA الخاص بالمجتمع (الموافقة الكاملة على نوع السيارة). بموجب هذا النظام، يمكن للمصنعين الحصول على شهادة لنوع مركبة في دولة عضو واحدة إذا كانت تفي بالمتطلبات الفنية للمفوضية الأوروبية ثم تسويقها على مستوى الاتحاد الأوروبي دون الحاجة إلى مزيد من الاختبارات. لقد تم تحقيق التوافق التقني الكامل بالفعل في ثلاث فئات للمركبات (سيارات الركاب، والدراجات النارية، والجرارات) وسيمتد قريبًا إلى فئات المركبات الأخرى ( الحافلات وسيارات الخدمات ). من الضروري ضمان وصول مصنعي السيارات الأوروبيين إلى أكبر سوق ممكن.
بينما يسمح نظام الموافقة على نوع المجتمع للمصنعين بالاستفادة الكاملة من فرص السوق الداخلية، فإن التنسيق التقني العالمي في سياق لجنة الأمم المتحدة الاقتصادية لأوروبا يوفر سوقًا خارج الحدود الأوروبية.

### الترخيص
في كثير من الحالات، من غير القانوني تشغيل مركبة بدون ترخيص أو شهادة. عادةً ما يحد الشكل الأقل صرامة من التنظيم من الركاب الذين قد يحملهم السائق أو يحظرهم تمامًا (على سبيل المثال، رخصة خفيفة للغاية الكندية بدون موافقات). قد يسمح المستوى التالي من الترخيص للمسافرين ، ولكن بدون أي شكل من أشكال التعويض أو الدفع. عادة ما يكون لرخصة القيادة الخاصة هذه الشروط. يتم تنظيم التراخيص التجارية التي تسمح بنقل الركاب والبضائع بشكل أكثر إحكامًا. أكثر أشكال الترخيص صرامة محجوزة بشكل عام للحافلات المدرسية، ونقل المواد الخطرة ومركبات الطوارئ.
عادة ما يُطلب من سائق السيارة أن يحمل رخصة قيادة سارية المفعول أثناء القيادة على الأراضي العامة ، في حين أن قائد الطائرة يجب أن يكون لديه ترخيص في جميع الأوقات ، بغض النظر عن المكان الذي تطير فيه الطائرة في الولاية القضائية.

### تسجيل
غالبًا ما يُطلب تسجيل المركبات. قد يكون التسجيل لأسباب قانونية بحتة ، لأسباب تتعلق بالتأمين أو لمساعدة تطبيق القانون على استعادة المركبات المسروقة. تقدم خدمة شرطة تورنتو، على سبيل المثال ، تسجيل دراجات مجاني واختياري عبر الإنترنت. في السيارات، غالبًا ما يتخذ التسجيل شكل لوحة تسجيل السيارة، مما يسهل التعرف على السيارة. في روسيا، تتكرر أرقام لوحات تسجيل الشاحنات والحافلات بأحرف سوداء كبيرة على ظهرها. على متن الطائرة ، يتم استخدام نظام مشابه حيث يتم رسم رقم الذيل على أسطح مختلفة. مثل المركبات الآلية والطائرات، تمتلك المراكب المائية أيضًا أرقام تسجيل في معظم الولايات القضائية، ولكن لا يزال اسم السفينة هو الوسيلة الأساسية لتحديد الهوية كما كان الحال منذ العصور القديمة. لهذا السبب ، يتم رفض أسماء التسجيل المكررة بشكل عام. في كندا، قوارب ذات محرك بقوة 10 حصان (7.5 كـو) أو أكبر تتطلب التسجيل،  مما يؤدي إلى انتشار " 9.9 حصان (7.4 كـو) ".
قد يكون التسجيل مشروطًا بالموافقة على استخدام السيارة على الطرق السريعة العامة ، كما هو الحال في المملكة المتحدة  وأونتاريو. العديد من الولايات الأمريكية لديها أيضًا متطلبات للمركبات التي تعمل على الطرق السريعة العامة. الطائرات لها متطلبات أكثر صرامة ، لأنها تشكل مخاطر عالية لإلحاق الضرر بالأشخاص والممتلكات في حالة وقوع حادث. في الولايات المتحدة ، تتطلب إدارة الطيران الفيدرالية (FAA) أن تمتلك الطائرات شهادة صلاحية للطيران . نظرًا لأنه يجب أن يتم نقل الطائرات الأمريكية لبعض الوقت قبل أن يتم اعتمادها ،  هناك شرط للحصول على شهادة صلاحية تجريبية للطيران. الطائرات التجريبية للقوات المسلحة الأنغولية محظورة في التشغيل ، بما في ذلك عدم التحليق فوق المناطق المأهولة بالسكان ، في المجال الجوي المزدحم أو مع الركاب غير الضروريين. يجب أن تفي المواد والأجزاء المستخدمة في الطائرات المعتمدة من FAA بالمعايير المنصوص عليها في الأوامر القياسية الفنية .

### معدات السلامة الإلزامية
في العديد من الولايات القضائية ، يكون مشغل السيارة ملزمًا قانونًا بحمل معدات السلامة معه أو عليه. تشمل الأمثلة الشائعة أحزمة المقاعد في السيارات، وخوذات الدراجات النارية والدراجات، وطفايات الحريق على متن القوارب والحافلات والطائرات وسترات النجاة على القوارب والطائرات التجارية. تحمل طائرات الركاب قدرًا كبيرًا من معدات السلامة، بما في ذلك الزلاجات القابلة للنفخ، والطوافات، وأقنعة الأكسجين، وخزانات الأكسجين، وسترات النجاة، ومنارات الأقمار الصناعية، ومجموعات الإسعافات الأولية. أدت بعض المعدات مثل سترات النجاة إلى جدل حول فائدتها. في حالة رحلة الخطوط الجوية الإثيوبية رقم 961، أنقذت سترات النجاة الكثير من الناس ولكنها أدت أيضًا إلى العديد من الوفيات عندما نفخ الركاب ستراتهم قبل الأوان.

## حق المرور
هناك ترتيبات عقارية محددة تم إجراؤها للسماح للمركبات بالتنقل من مكان إلى آخر. أكثر هذه الترتيبات شيوعًا هي الطرق السريعة العامة، حيث يمكن للمركبات المرخصة بشكل مناسب التنقل دون عوائق. تقع هذه الطرق السريعة على أراضي عامة وتديرها الحكومة. وبالمثل، فإن طرق المرور مفتوحة للجمهور بعد دفع رسوم المرور. قد تكون هذه الطرق والأرض التي ترتكز عليها حكومية أو مملوكة ملكية خاصة أو مزيجًا من الاثنين معًا. بعض الطرق مملوكة للقطاع الخاص ولكنها تمنح الوصول إلى الجمهور. غالبًا ما تحتوي هذه الطرق على علامة تحذير تفيد بأن الحكومة لا تحافظ على الطريق. مثال على ذلك هي الشوارع الجانبية في إنجلترا وويلز. في اسكتلندا، الأرض مفتوحة للمركبات غير المزودة بمحركات إذا كانت الأرض تفي بمعايير معينة . تكون الأراضي العامة مفتوحة أحيانًا لاستخدام المركبات على الطرق الوعرة. على الأراضي العامة بالولايات المتحدة ، يقرر مكتب إدارة الأراضي (BLM) أين يمكن استخدام المركبات. غالبًا ما تمر السكك الحديدية فوق أراض لا تملكها شركة السكك الحديدية. يُمنح الحق في هذه الأرض لشركة السكك الحديدية من خلال آليات مثل حقوق الارتفاق. يُسمح للمراكب المائية عمومًا بالتنقل في المياه العامة دون قيود طالما أنها لا تسبب أي اضطراب. ومع ذلك ، قد يتطلب المرور عبر قفل دفع رسوم مرور. على الرغم من تقليد القانون العام،لامتلاك كل الهواء فوق ممتلكات الفرد ، قضت المحكمة العليا الأمريكية بأن الطائرات في الولايات المتحدة لها الحق في استخدام الهواء فوق ممتلكات شخص آخر دون موافقته. في حين أن نفس القاعدة تنطبق بشكل عام في جميع الولايات القضائية، فقد استفادت بعض البلدان مثل كوبا وروسيا من حقوق الطيران على المستوى الوطني لكسب المال. هناك بعض المناطق التي يُحظر على الطائرات التحليق فوقها. هذا يسمى المجال الجوي المحظور . عادة ما يتم تطبيق المجال الجوي المحظور بصرامة بسبب الضرر المحتمل من التجسس أو الهجوم. في حالة رحلة الخطوط الجوية الكورية 007، دخلت الطائرة المجال الجوي المحظور فوق الأراضي السوفيتية وتم إسقاطها أثناء مغادرتها. 

## السلامة
لمقارنة معدلات الوفيات الناجمة عن النقل، انظر: إحصاءات السلامة الجوية .
عدة مقاييس مختلفة تستخدم لمقارنة وتقييم سلامة المركبات المختلفة. الثلاثة الرئيسية هي الوفيات لكل مليار رحلة ركاب، والوفيات لكل مليار ساعة راكب، والوفيات لكل مليار راكب كيلومتر .